# Corry Cars
Corry Cars, zuvor Corry Car Company, war ein britischer Hersteller von Automobilen.

## Unternehmensgeschichte
Will Corry gründete 1983 das Unternehmen Corry Car Company in Lisburn im County Antrim. Dazu kaufte er Davrian. Er begann mit der Produktion von Automobilen und Kits. Der Markenname lautete Corry. 1985 erfolgte der Umzug nach Ballynahinch im County Down und die Umfirmierung in Corry Cars. Im gleichen Jahr endete die Produktion. Insgesamt entstanden etwa neun Exemplare.

## Fahrzeuge
Das einzige Modell Cultra war ein überarbeiteter Davrian. Tony Stevens, der zuvor Stevens Cars leitete, war der Designer. Der Motor war in Fahrzeugmitte montiert. Im Gegensatz zum Davrian war das Fahrzeug mehr für Rallye-Einsätze ausgelegt.